# Real Canoe Natación Club

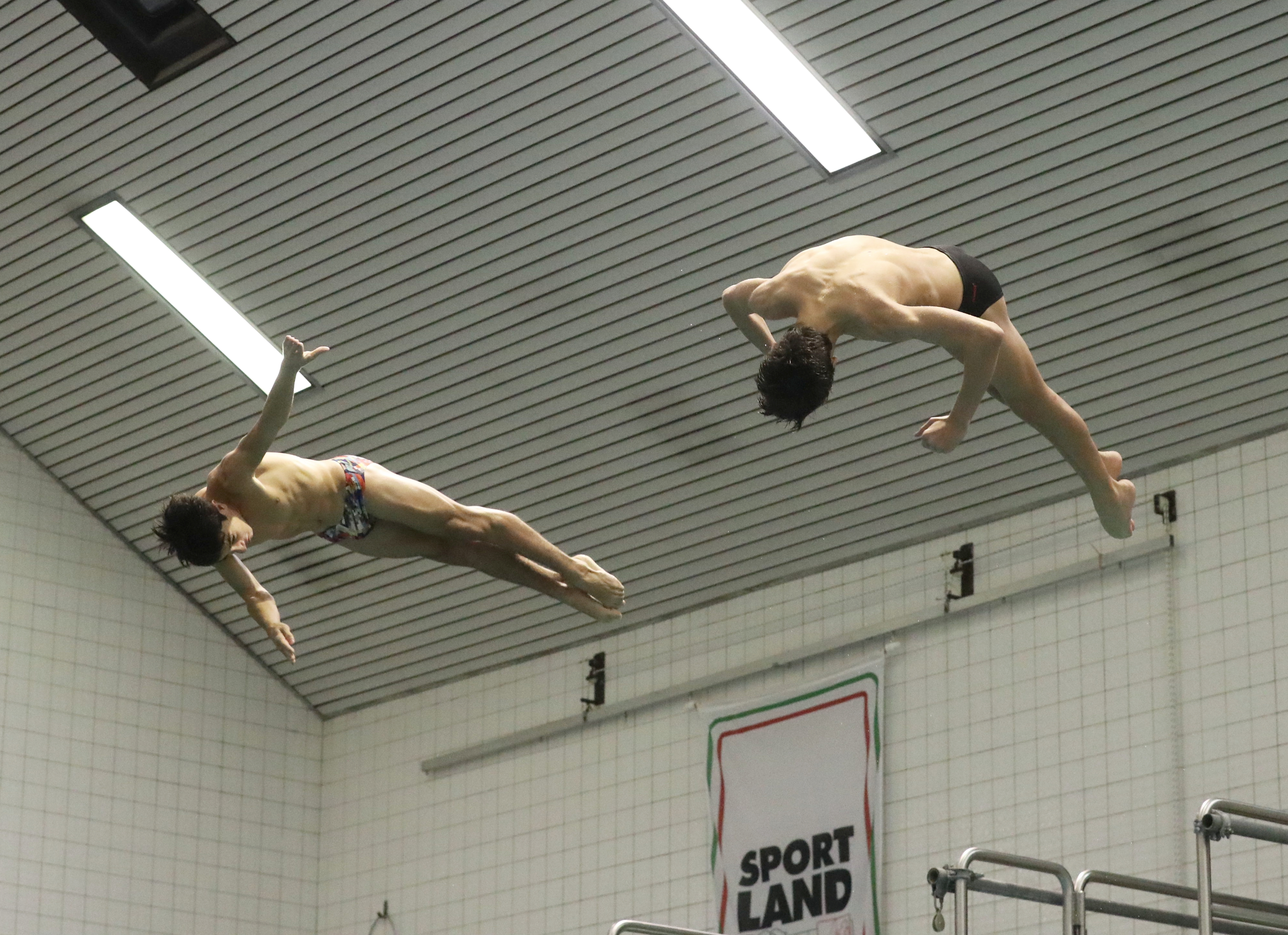
Saltadores del Real Canoe Natación Club

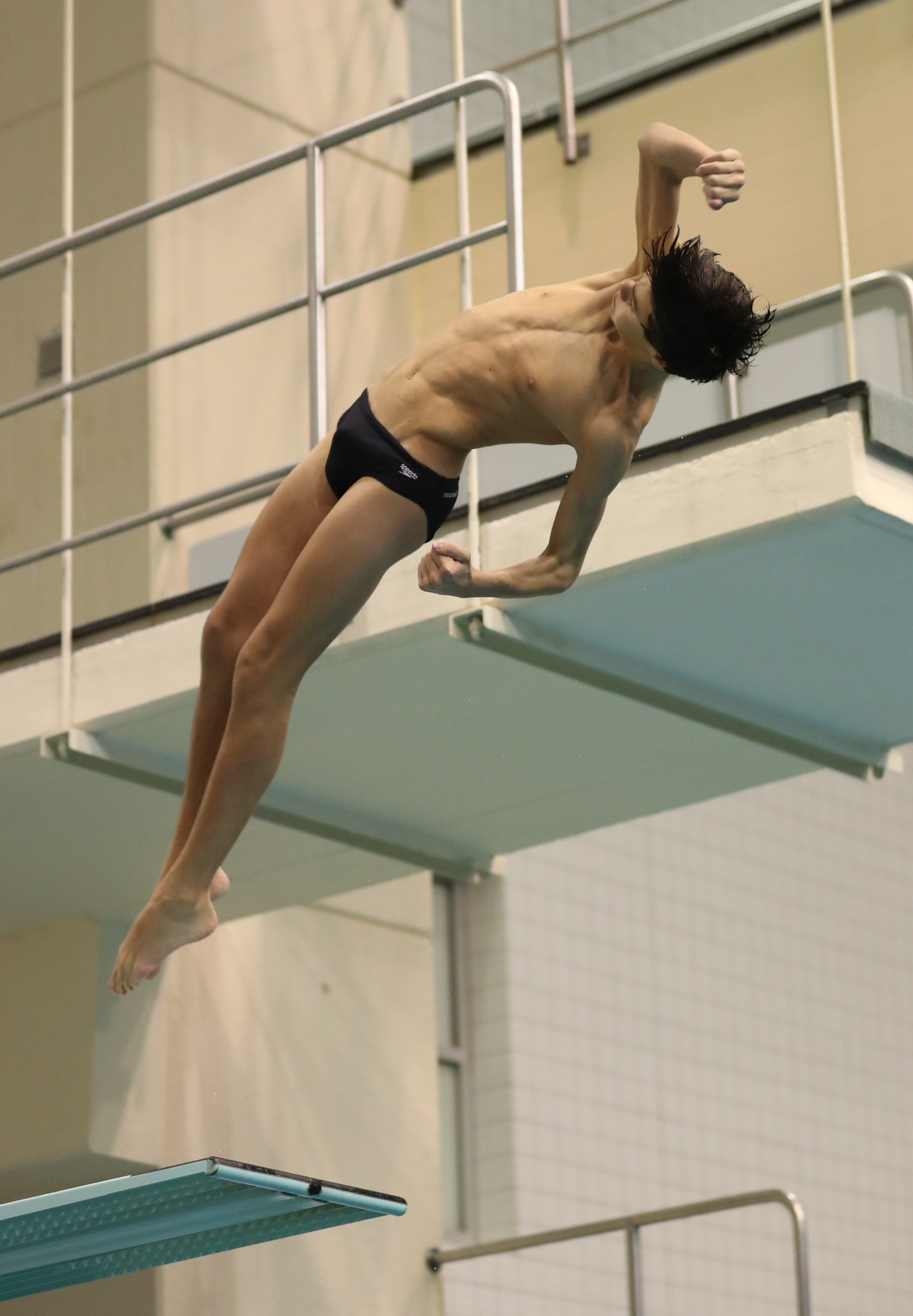
Saltador del Real Canoa Club Natación iniciando su salto

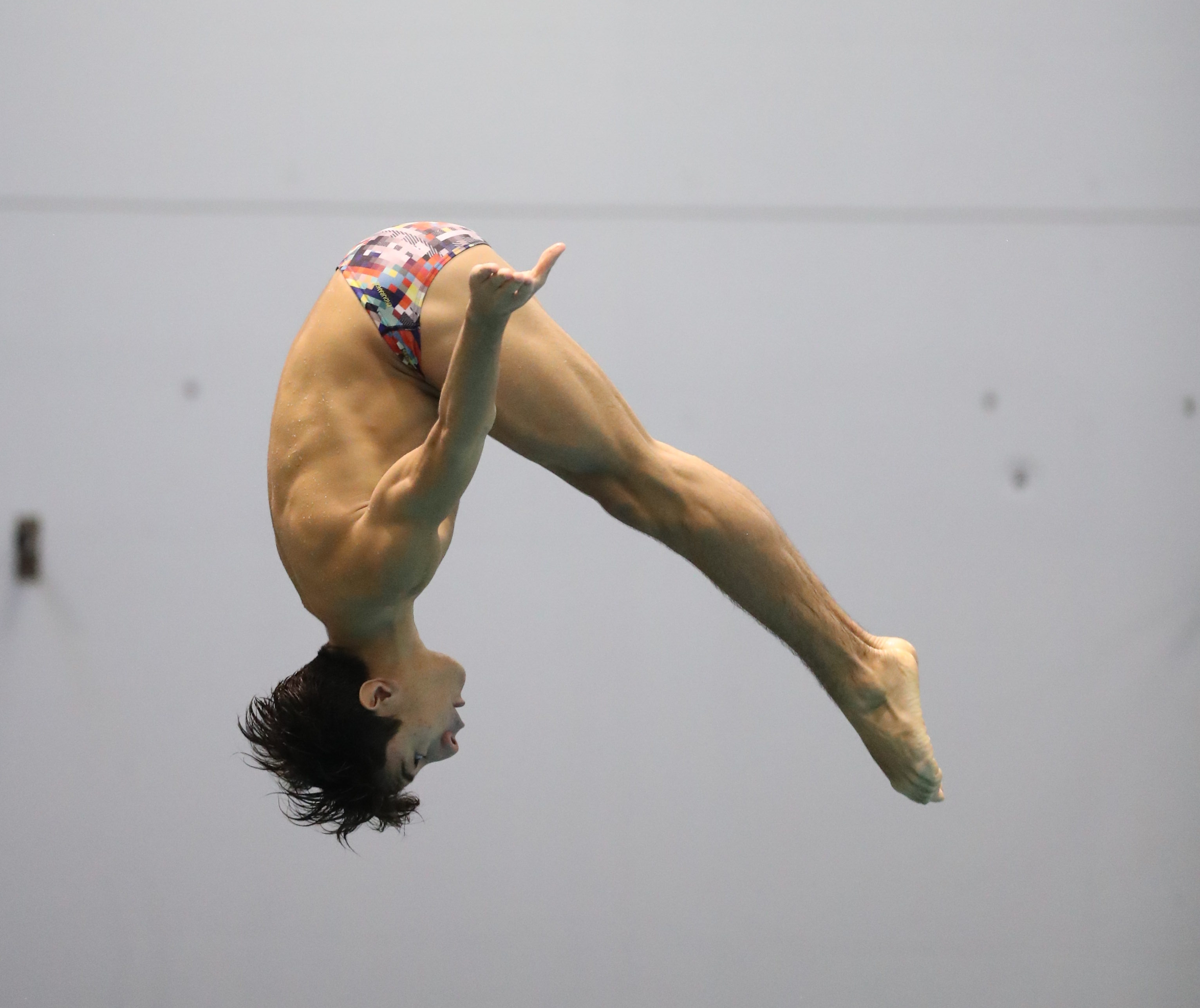
Saltador del Real Canoe Natación Club durante su salto

El Real Canoe Natación Club es un club deportivo y social ubicado en el distrito de Retiro, en la ciudad de Madrid, España. Fue fundado el 20 de febrero de 1930, fecha en la que el Libro I de Actas de Juntas Directivas del Cänoe acordó dirigir una nota de prensa anunciando la constitución del Club, así como sus ventajas y proyectos. Además, se acordaron los primeros estatutos. 
Posteriormente, el 4 de noviembre de 1931 se acordó la fusión del «Club Canöe» y el «Club Natación Atlético», para lo cual se redactaron nuevos estatutos.
El Club cuenta con seis secciones deportivas: la natación, el waterpolo, la natación artística, los saltos de trampolín y plataforma, el baloncesto y el rugby.

## Historia
En 1928, en la sierra de Guadarrama de Madrid, en el bosque de Valsaín, solía reunirse un grupo de amigos montañeros que amaban el piragüismo y soñaban con poder recorrer España remando por sus ríos. Un grupo de jóvenes amantes del aire libre y la montaña. La falta de material en España para el piragüismo les llevó a contactar con una distribuidora canadiense de piraguas que usaba una palabra en sus embalajes: canoë. Y así decidieron bautizar a un club dedicado al canotaje, al montañismo y al esquí: el Canöe Club.  
En el grupo fundador estaban las pioneras del deporte femenino en España Margot y Lucinda Moles y Aurora Villa. La asociación deportiva Canoë Club fue fundada oficialmente el 20 de febrero de 1930 y presentada en el Registro de Sociedades el 2 de julio de 1930. En la primera directiva solo apareció Lucinda Moles como representación femenina y Margot y Aurora pertenecieron a posteriores directivas.
La primera Junta Directiva la formaron las siguientes personas: presidente, Julián López Yarto; vicepresidente, Santiago López Maroto; secretario, Manuel Serrano; tesorero, Hipólito García; vocales, Álvaro Menéndez, Lucinda Moles, Alfonso Monsálvez y Manuel Pina Picazo. Manuel González de Amezúa fue nombrado presidente de honor por su gran apoyo e influencia para hacer posible la creación del club.
Paralelamente se desarrolló el club Natación Atlético fundado por Ernesto Masses Forges, al trasladarse profesionalmente a Madrid y como continuación del que ya fundara en Barcelona con el mismo nombre.
El 8 de octubre de 1931 se constituyó una Junta Gestora con miembros de ambas asociaciones con el fin de estudiar la posible fusión. Componen la Junta, por parte del Canoë Club, López Yarto, Serrano Somogy, Ulloa Fariña y Margot Moles, López-Maroto, Labin y Pina y por parte del Club Natación Atlético; Masses, Ovejero, Fernández Cruz, González, Herranz, Álvarez Builla y Hernando.
En 1964 se le premia con la Copa Stadium su contribución en la promoción y fomento del deporte.
En 1983 -según la web del club- o 1988 según la investigación de Cristina Ortiz, la Casa Real Española concedió al Canoe el uso del título de REAL.

## Instalaciones
Tras usar instalaciones prestadas para realizar competiciones, el 17 de mayo de 1961 Baldomero Sol toma posesión como presidente con la intención de conseguir instalaciones en propiedad adquiriéndose un solar en el barrio de la Estrella y comenzando un año más tarde la construcción. En 1969 se inaugura el gimnasio polideportivo. Incluye varias piscinas, pistas de baloncesto y squash, gimnasios tanto para socios del club como deportistas federados, vestuarios y una cafetería.

## Secciones deportivas
En la actualidad, cuenta con equipos masculinos en waterpolo, compitiendo en la máxima categoría nacional. 
La sección de rugby, fundada en 1963, ha competido de forma muy consistente en las principales competiciones de España, dejando su impronta en el rugby de élite del país. Actualmente, la sección de rugby, conocida como "Las Nutrias", tiene siete equipos, comenzando con la categoría sub-6 y llegando hasta sub-18. Entrenan en el Centro Deportivo Municipal de la Elipa, excepto los más pequeños, los sub-6, que entrenan los viernes en instalaciones del propio culb. El Real Canoe NC sigue siendo un baluarte del rugby en España.
En baloncesto cuenta con equipos de baloncesto masculino y femenino, siendo éste último muy exitoso en los últimos años ya que militó recientemente en la Liga Femenina y cuya sección se fundó en 1940.
Ha habido otras disciplinas de montaña como la escalada y el esquí, o de aguas abiertas como el piragüismo y el remo, que también han formado parte de la historia del club.

## Deportistas del Club

### Waterpolistas destacados
- Federico Salvadores: Olímpico en Londres 1948
- José Alcázar Pérez: Olímpico en Moscú 1980
- Félix Fernández Salcines: Olímpico en Los Ángeles 1984.
- Mariano Moya: Olímpico en Los Ángeles 1984 y Seúl 1988.
- Ricardo Sánchez Alarcón: Olímpico en Barcelona 1992.
- Iván Moro: Olímpico en Sídney 2000, Campeón Olímpico Atlanta 1996, Campeón del Mundo Perth 1998 y campeón del Mundo Fukuoka 2001.
- Gabriel Hernández: Olímpico en Sídney 2000 y campeón del Mundo Fukuoka 2001.
- Daniel Moro: Olímpico en Sídney 2000 y campeón del Mundo Fukuoka 2001.
- Javier Sánchez-Toril: Olímpico en Sídney 2000 y campeón del Mundo Fukuoka 2001.
- Miguel Ángel González Santamarta: Campeón del Mundo Perth 1998.
- Víctor Gutiérrez: 70 veces internacional por España.
- Alejandro Bustos: Medalla de plata en el Mundial 2019.
- Eduardo Lorrio: Medalla de plata en el Mundial 2019.
- Alberto Barroso Macarro: Medalla de plata en el Mundial 2019.

## Palmarés

### Baloncesto femenino
- Ligas de España (3): 1984, 1985 y 1986.
- Copa de la Reina (1): 1996.

### Waterpolo
- Ligas de España (2): 1998-1999 y 1999-2000.
- Copa de España (1): 2007.

### Rugby
- Copa Ibérica de rugby (3): 1965, 1967 y 2001 (esta última bajo la denominación de UCM Canoe).
- Ligas de España (4): 1970-1971, 1971-1972, 1972-1973 y 1999-2000 (esta última bajo la denominación de UCM Canoe).
- Copa del Rey (10): 1964, 1966, 1970, 1971, 1974 y 2001 (esta última bajo la denominación de UCM Canoe).